# Пако Годия
Франсиско Годя Селес (на испански: Francisco Godia Sales) или Пако Годия е бивш испански пилот от Формула 1.
Роден на 21 март 1921 година в Барселона, Испания.

## Формула 1
Пако Годия прави своя дебют във Формула 1 в Голямата награда на Испания през 1951 година. В световния шампионат записва 14 състезания като успява да спечели шест точка, състезава се само с Мазерати.